# Condado de Somerset (Maryland)
O Condado de Somerset é um dos 23 condados do Estado americano de Maryland. A sede do condado é Princess Anne, e sua maior cidade é Crisfield. O condado possui uma área de 1 582 km² (dos quais 736 km² estão cobertos por água), uma população de 24 747 habitantes, e uma densidade populacional de 29 hab/km² (segundo o censo nacional de 2000). O condado foi fundado em 1666.